# Linea di galleggiamento
La linea di galleggiamento o linea d'acqua è l'intersezione tra il  piano di galleggiamento di una nave e la superficie esterna dello scafo.
Poiché esistono infiniti piani di galleggiamento, esistono altrettante infinite linee d'acqua; una particolare linea d'acqua è quella corrispondente al galleggiamento di progetto o normale.